# Potenzmengenfunktor
Ein Potenzmengenfunktor ist im mathematischen Teilgebiet der Kategorientheorie ein Funktor in der Kategorie der Mengen, der einer Menge ihre Potenzmenge zuordnet.
Für die Operation auf Morphismen unterscheidet man eine kovariante und eine kontravariante Version.
Im Folgenden sei {\displaystyle {\mathcal {Set}}} die Kategorie der Mengen, das heißt die Objekte sind die Mengen und die Morphismen sind die Abbildungen zwischen den Mengen. Üblicherweise werden beide Funktoren, der kovariante und der kontravariante Funktor, mit {\displaystyle P} bezeichnet. Zur Unterscheidung innerhalb dieses Artikels bezeichnen wir den kovarianten Funktor mit {\displaystyle {\tilde {P}}}.

## Der kovariante Potenzmengenfunktor
Sei {\displaystyle {\tilde {P}}\colon {\mathcal {Set}}\rightarrow {\mathcal {Set}}} der wie folgt auf Objekten und Morphismen definierte Endofunktor:
- für eine Menge {\displaystyle A} sei {\displaystyle {\tilde {P}}(A)} die Potenzmenge von {\displaystyle A},
- für eine Abbildung {\displaystyle f\colon A\rightarrow B} sei {\displaystyle {\tilde {P}}(f)\colon {\tilde {P}}(A)\rightarrow {\tilde {P}}(B)} definiert durch {\displaystyle {\tilde {P}}(f)(X):=f[X]} für {\displaystyle X\in P(A)}, wobei {\displaystyle f[X]} das Bild von {\displaystyle X} unter {\displaystyle f} sei. {\displaystyle P(f)} wird oft mit {\displaystyle f_{*}} bezeichnet.[1][2]

Das Bild von {\displaystyle X} unter {\displaystyle f} wird häufig auch mit {\displaystyle f(X)} bezeichnet.
Wir verwenden hier eine andere Schreibweise, weil {\displaystyle X} sowohl als Element als auch als Teilmenge von {\displaystyle A} vorkommen kann und daher eine solche Unterscheidung nötig wird.
Da {\displaystyle {\tilde {P}}(\mathrm {id} _{A})(X)=\mathrm {id} _{A}[X]=X=\mathrm {id} _{{\tilde {P}}(A)}(X)} und {\displaystyle {\tilde {P}}(f\circ g)(X)=(f\circ g)[X]=f[g[X]]={\tilde {P}}(f)({\tilde {P}}(g)(X))=({\tilde {P}}(f)\circ {\tilde {P}}(g))(X)} für alle {\displaystyle X\in {\tilde {P}}(A)} und Abbildungen {\displaystyle g\colon A\rightarrow B} und {\displaystyle f\colon B\rightarrow C}, liegt tatsächlich ein kovarianter Funktor vor.
Der kovariante Potenzmengenfunktor ist nicht darstellbar, denn gäbe es eine Menge {\displaystyle B} mit {\displaystyle \mathrm {Hom} (B,A)\cong {\tilde {P}}(A)} für alle Mengen {\displaystyle A}, so wäre insbesondere {\displaystyle \mathrm {Hom} (B,\{0\})\cong {\tilde {P}}(\{0\})=\{\emptyset ,\{0\}\}}, was aus Mächtigkeitsgründen nicht sein kann.
Der kovariante Potenzmengenfunktor ist eine Monade. Einheit {\displaystyle \eta \colon 1_{\mathcal {Set}}\rightarrow {\tilde {P}}} und Multiplikation {\displaystyle \mu \colon {\tilde {P}}^{2}\rightarrow {\tilde {P}}} sind gegeben durch {\displaystyle \textstyle \eta _{A}\colon A\rightarrow {\tilde {P}}(A),a\mapsto \{a\}} und {\displaystyle \textstyle \mu _{A}\colon {\tilde {P}}({\tilde {P}}(A))\rightarrow {\tilde {P}}(A),X\mapsto \bigcup X}. Algebren dieser Monade sind gerade vollständige Verbände.

## Der kontravariante Potenzmengenfunktor
Sei {\displaystyle P\colon {\mathcal {Set}}\rightarrow {\mathcal {Set}}} auf Objekten und Morphismen wie folgt definiert:
- für eine Menge {\displaystyle A} sei {\displaystyle P(A)} die Potenzmenge von {\displaystyle A},
- für eine Abbildung {\displaystyle f\colon A\rightarrow B} sei {\displaystyle P(f)\colon P(B)\rightarrow P(A)} definiert durch {\displaystyle P(f)(X)\colon =f^{-1}(X)} für {\displaystyle X\in P(B)}, wobei {\displaystyle f^{-1}(X)} das Urbild von {\displaystyle X} unter {\displaystyle f} sei.

{\displaystyle P(f)} wird oft mit {\displaystyle f^{*}} bezeichnet.
Da {\displaystyle P(\mathrm {id} _{A})(X)=\mathrm {id} _{A}^{-1}(X)=X=\mathrm {id} _{P(A)}(X)} und {\displaystyle P(f\circ g)(X)=(f\circ g)^{-1}(X)=g^{-1}(f^{-1}(X))=P(g)(P(f)(X))=(P(g)\circ P(f))(X)} für alle {\displaystyle X\in P(A)} und Abbildungen {\displaystyle g\colon C\rightarrow B} und {\displaystyle f\colon B\rightarrow A}, liegt tatsächlich ein kontravarianter Funktor vor.
Der kontravariante Potenzmengenfunktor ist darstellbar, denn bekanntlich besteht eine natürliche Isomorphie {\displaystyle P(A)\cong \mathrm {Hom} (A,\{0,1\})}, die eine Teilmenge {\displaystyle X\subset A} auf die Indikatorfunktion dieser Teilmenge abbildet.
Der kontravariante Potenzmengenfunktor {\displaystyle P} ist ein kovarianter Funktor {\displaystyle P\colon {\mathcal {Set}}^{op}\rightarrow {\mathcal {Set}}}, wobei {\displaystyle {\mathcal {Set}}^{op}} die duale Kategorie bezeichnet. (Das ist nicht der oben beschriebene kovariante Potenzmengenfunktor {\displaystyle {\tilde {P}}}, denn der ist ja auf anderen Kategorien definiert und anders auf Morphismen.)
Genauso hat man einen kovarianten Funktor {\displaystyle P^{op}\colon {\mathcal {Set}}\rightarrow {\mathcal {Set}}^{op}}, der genau wie {\displaystyle P} definiert ist, aber andere Kategorien als Definitionsbereich bzw. Bildbereich hat und daher anders bezeichnet wird. Es besteht die Adjunktion {\displaystyle P^{op}\dashv P}. Das ergibt sich aus obiger Darstellbarkeit und folgender Kette natürlicher Isomorphismen:
{\displaystyle {\begin{aligned}\mathrm {Hom} _{\mathcal {Set}}(A,P(B))&\cong \mathrm {Hom} _{\mathcal {Set}}(A,\mathrm {Hom} _{\mathcal {Set}}(B,\{0,1\}))\cong \mathrm {Hom} _{\mathcal {Set}}(A\times B,\{0,1\})\\&\cong \mathrm {Hom} _{\mathcal {Set}}(B\times A,\{0,1\})\cong \mathrm {Hom} _{\mathcal {Set}}(B,\mathrm {Hom} _{\mathcal {Set}}(A,\{0,1\}))\cong \mathrm {Hom} _{\mathcal {Set}}(B,P(A))\\&\cong \mathrm {Hom} _{{\mathcal {Set}}^{op}}(P^{op}(A),B).\end{aligned}}}
Der kontravariante Potenzmengenfunktor ist monadisch, genauer gilt: {\displaystyle P\colon {\mathcal {Set}}^{op}\rightarrow {\mathcal {Set}}} ist monadisch.

## Der Potenzmengenfunktor in einem Topos
Ein Topos ist eine Kategorie {\displaystyle {\mathcal {E}}}, die alle endlichen Limites enthält, mit einem Objekt {\displaystyle \Omega } und einer Funktion {\displaystyle P}, die jedem Objekt {\displaystyle B} aus {\displaystyle {\mathcal {E}}} ein weiteres {\displaystyle P(B)} zuordnet, so dass es in {\displaystyle A} natürliche Isomorphismen
- {\displaystyle \mathrm {Sub} _{\mathcal {E}}(A)\cong \mathrm {Hom} _{\mathcal {E}}(A,\Omega )}
- {\displaystyle \mathrm {Hom} _{\mathcal {E}}(B\times A,\Omega )\cong \mathrm {Hom} _{\mathcal {E}}(A,P(B))}

gibt.
Dies ist eine der möglichen Definitionen eines Topos. {\displaystyle \mathrm {Sub} _{\mathcal {E}}} ist der Unterobjektfunktor. {\displaystyle \Omega } ist der Unterobjekt-Klassifizierer des Topos und {\displaystyle P} lässt sich durch passende Definition auf Morphismen zu einem kontravarianten Funktor {\displaystyle {\mathcal {E}}\rightarrow {\mathcal {E}}} ausbauen, den man den Potenzmengenfunktor des Topos nennt.
Im Falle des Topos der Mengen {\displaystyle {\mathcal {Set}}} erhält man den oben beschriebenen kontravarianten Potenzmengenfunktor.
Viele Eigenschaften dieses Funktors können für beliebige Topoi verallgemeinert werden.
Man erhält kovariante Funktoren {\displaystyle P\colon {\mathcal {E}}^{op}\rightarrow {\mathcal {E}}} und  {\displaystyle P^{op}\colon {\mathcal {E}}\rightarrow {\mathcal {E}}^{op}} und wie schon in der Kategorie der Mengen besteht die wichtige Adjunktion {\displaystyle P^{op}\dashv P}.
Der Potenzmengenfunktor ist auch in einem Topos monadisch, genauer gilt: {\displaystyle P\colon {\mathcal {E}}^{op}\rightarrow {\mathcal {E}}} ist monadisch. Dies ist ein wichtiger Baustein im Beweis der Aussage, dass jeder Topos auch alle endlichen Kolimites enthält.